# Jørn Utzon
Jørn Utzon, AC⁠(d) (n. 9 aprilie 1918, Copenhaga, Danemarca – d. 29 noiembrie 2008, Helsingør, Regiunea Hovedstaden, Danemarca) a fost un arhitect danez. Utzon este în primul rând cunoscut pentru proiectarea clădirii Operei din Sydney (în original, Sydney Opera House), Australia, care a devenit în 2007 parte a Patrimoniului UNESCO.

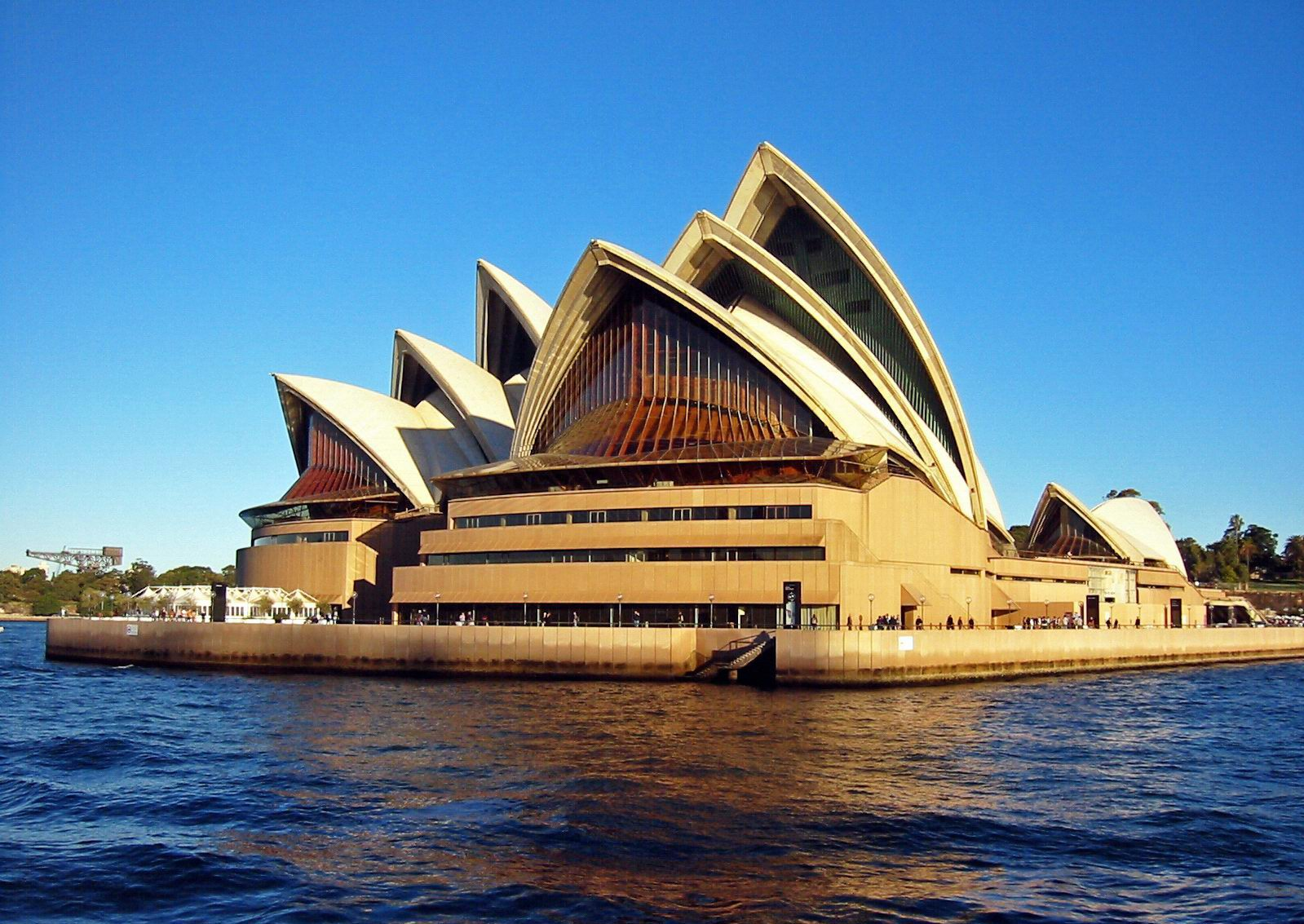
The Sydney Opera House

## Biografie
Utzon s-a născut în Copenhaga ca fiu al unui inginer naval și a crescut în Danemarca. Începând cu 1937 a studiat arhitectura la Universitatea din Copenhaga, lucrând ulterior pentru celebrii arhitecți Alvar Aalto și Frank Lloyd Wright.  În 1950, și-a deschis propriul său birou de arhitectură în Copenhaga. 

### Sydney Opera House
În 1957, cu totul neașteptat, întrucât era prima sa lucrare propusă în afara Danemarcei și a spațiului scandinav, Utzon a câștigat competiția pentru proiectarea Operei din Sydney, Sydney Opera House. Desenele pe care Uzon le-a trimis depășeau criteriile minimale cerute, fiind aproape un adevărat proiect.  Unul dintre arbitrii concursului, arhitectul american de origine finlandeză Eero Saarinen, a declarat că a recunoscut imediat "geniul" arhitectului și al proiectului, fiind pentru el absolut singura opțiune de ales dintre toate lucrările primite. Prin contrast, Ludwig Mies van der Rohe i-a întors efectiv spatele lui Utzon, când acesta i-a fost prezentat.

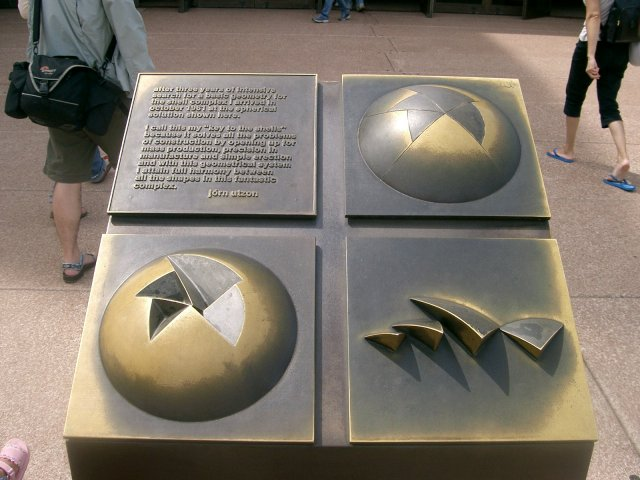
Machetă din holul Operei din Sydney, demostrând îmbinarea "cochiliilor" într-o sferă.

În cadrul vieții sale profesionale, Utzon a adus puțin câte puțin diferite schimbări conceptului său original. Spre exemplu, structurile de forma unor cochilii, care acoperă cele două holuri au fost reproiectate devenind din eliptice secțiuni sferice cu diferite raze de curbură și mărimi. Conform arhitectului, designul actual a fost inspirat de simpla cojire a unei portocale. De fapt, cele 14 forme curbate de tipul unor cochilii, dacă sunt combinate, formează o sferă completă.
În ciuda planurilor spectaculoase pe care arhitectul danez le-a avut pentru interiorul acestor holuri, Utzon nu a fost lăsat să le realizeze din motive ce țin strict de politicianismul australian al anilor ' 60. La alegerile statului New South Wales din anul 1965, guvernul liberal al Sir Robert William Askin⁠(d) a fost ales și Utzon a intrat imediat în conflict cu Ministrul lucrărilor publice, Davis Hughes⁠(d). Încercând să taie continuu din costurile proiectului, a cărui valoare totală fusese anterior masiv sub-evaluată (vedeți articolul recent a lui Bent Flyvbjerg Arhivat în 12 iunie 2007, la Wayback Machine.), Hughes a început să inspecteze agresiv proiectul lui Utzon, orarul și costurile de realizare ale diferitelor segmente ale clădirii. Apoi a oprit toate plățile către Utzon, forțându-l pe acesta să demisioneze din funcția de arhitect-șef al proiectului în februarie 1966. Aceste lucruri fiind cu mult peste capacitatea lui de înțelegere și acceptare, Jørn Utzon a părăsit Australia, nemaiîntorcându-se niciodată la "locul crimei".

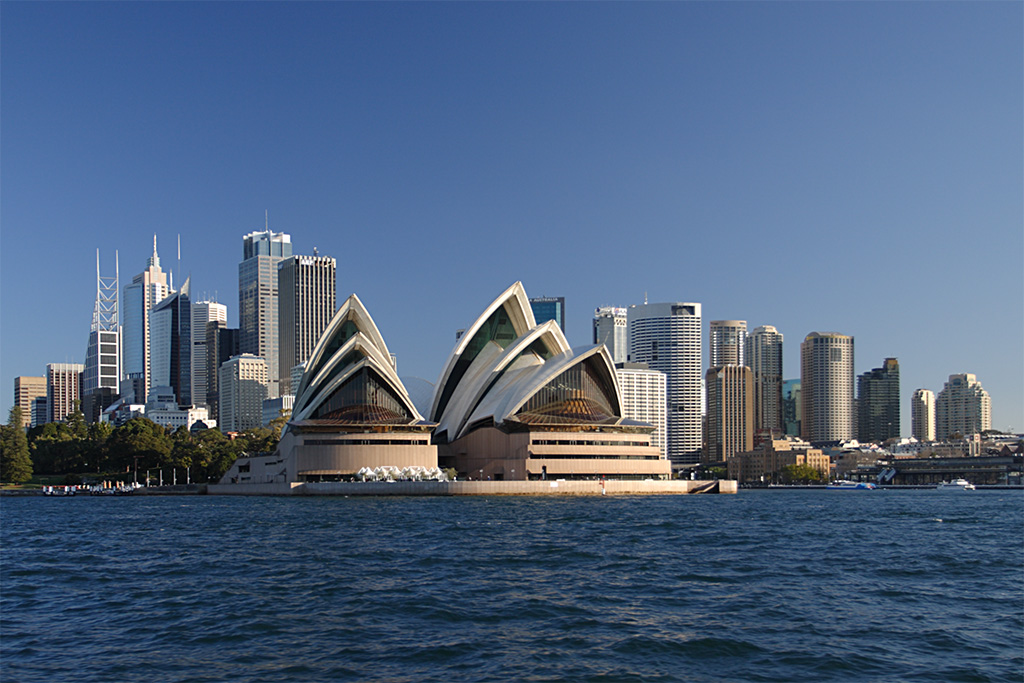
Imagine a Central Busineess District al orașului Sydney, având în prim plan Sydney Opera House.

După multe întâmplări, în final, The Sydney Opera House a fost terminată și inaugurată oficial de regina Elizabeth II, în calitatea ei de Regină a Australiei⁠(d). Arhitectul nu a fost invitat la ceremonie și nici măcar numele său nu a fost pomenit.

### Proiecte majore realizate
- Turn de apă în Svaneke, Bornholm, Danemarca, 1949 - 1951
- Casa arhitectului, Hellebæk⁠(d), Danemarca, 1950 - 1952 image

### Proiecte majore nerealizate
- Liceu în Helsingør, Denemarca, 1958 - 1962
- Propria casă a arhitectului, Bayview, Sydney, Australia, 1963 - 1965
- Muzeu dedicat artistului Asger Jorn, Silkeborg, Danemarca, 1963
- Teatru, Zürich, Elveția, 1964 - 1970
- Teatrul Jeita, Liban, 1968
- Stadion, Jeddah, Arabia Saudită, 1969

## Literatură
- Arkitektur (revistă), Copenhaga 1947 #7-9, essay Tendenser i nutidens arkitektur by Jørn Utzon and Tobias Faber
- Arkitektur (revistă), Copenhaga 1970 #1, essay Additiv arkitektur by Jørn Utzon

- Zodiac 5 (revistă), Milano 1959
- Zodiac 10 (revistă), Milano 1962, essay Platforms and Plateaus: Ideas of a Danish Architect by Jørn Utzon
- Zodiac 14 (revistă), Milano 1965

- Sigfried Gideon: Space, Time and Architecture. Cambridge, Mass: Harvard University Press, 1967
- Kenneth Frampton: Studies in Tectonic Culture. Cambridge, Mass. & London: MIT-Press, 1995. ISBN 0-262-56149-2
- Françoise Fromonot: Jørn Utzon, The Sydney Opera House. Corte Madera, California: Gingko Press, 1998. ISBN 3-927258-72-5
- Richard Weston: Utzon - Inspiration, Vision, Architecture. Denmark: Edition Bløndal, 2002. ISBN 87-88978-98-2
- J.J. Ferrer Forés: Jørn Utzon. Obras y Proyectos. Works and Projects. Spain: GG 2006. ISBN 978-84-252-2060-9